# Percepção amodal
A percepção amodal é a percepção do todo de uma estrutura física quando apenas partes dela afetam os receptores sensoriais. Por exemplo, uma mesa será percebida como uma estrutura volumétrica completa, mesmo que apenas parte dela — a superfície frontal — se projete para a retina; é percebido como possuindo volume interno e superfícies traseiras ocultas, apesar do fato de que apenas as superfícies próximas estão expostas à vista. Da mesma forma, o mundo ao nosso redor é percebido como um ambiente pleno, mesmo que apenas parte dele esteja à vista a qualquer momento. Outro exemplo muito citado é o do "cachorro atrás de uma cerca de piquete", no qual um objeto longo e estreito (o cachorro) é parcialmente ocluído por postes de cerca à sua frente, mas, no entanto, é percebido como um único objeto contínuo.